# Équipe de Bulgarie de hockey sur glace
Cet article traite de l'équipe masculine. Pour l'équipe féminine, voir Équipe de Bulgarie féminine de hockey sur glace.
L'équipe de Bulgarie de hockey sur glace est la sélection nationale de Bulgarie regroupant les meilleurs joueurs de hockey sur glace bulgares lors des compétitions internationales. L'équipe est sous la tutelle de la Fédération de Bulgarie de hockey sur glace. L'équipe est actuellement classée 38e sur 50 équipes au classement IIHF 2019.

## Résultats

### Jeux olympiques
- 1920-1972 - Ne participe pas
- 1976 - 12e place
- 1980-1994 - Ne participe pas
- 1998 - Non qualifié
- 2002 - Non qualifié
- 2006 - Non qualifié
- 2010 - Non qualifié
- 2014 - Ne participe pas
- 2018 - Non qualifié
- 2022 - Non qualifié

### Championnats du monde
- 1920-1962 -  Ne participe pas
- 1963 - 19e place (4e du Groupe C)
- 1964-1966 - Ne participe pas
- 1967 - 18e place (2e du Groupe C)
- 1968 -  Ne participe pas
- 1969 - 19e place (5e du Groupe C)
- 1970 - 14e place (8e du Groupe B)
- 1971 - 19e place (5e du Groupe C)
- 1972 - 17e place (4e du Groupe C)
- 1973 - 18e place (4e du Groupe C)
- 1974 - 17e place (3e du Groupe C)
- 1975 - 16e place (2e du Groupe C)
- 1976 - 16e place (8e du Groupe B)
- 1977 - 20e place (3e du Groupe C)
- 1978 - 21e place (5e du Groupe C)
- 1979 - 22e place (4e du Groupe C)
- 1981 - 22e place (6e du Groupe C)
- 1982 - 22e place (6e du Groupe C)
- 1983 - 22e place (6e du Groupe C)
- 1985 - 22e place (6e du Groupe C)
- 1986 - 19e place (3e du Groupe C)
- 1987 - 23e place (7e du Groupe C)
- 1989 - 21e place (5e du Groupe C)
- 1990 - 22e place (6e du Groupe C)
- 1991 - 20e place (4e du Groupe C)
- 1992 - 17e place (5e du Groupe B)
- 1993 - 20e place  (8e du Groupe B)
- 1994 - 27e place  (7e du Groupe C1)
- 1995 - 29e place (9e du Groupe C1)
- 1996 - 34e place  (6e du Groupe D)
- 1997 - 35e place  (7e du Groupe D)
- 1998 - 33e place (1er du Groupe D)
- 1999 - 31e place (7e du Groupe C)
- 2000 - 33e place (9e du Groupe C)
- 2001 - 4e de Division II, Groupe B
- 2002 - 4e de Division II, Groupe B
- 2003 - 3e de Division II, Groupe B
- 2004 - 4e de Division II, Groupe B
- 2005 - 4e de Division II, Groupe A
- 2006 - 2e de Division II, Groupe A
- 2007 - 5e de Division II, Groupe A
- 2008 - 5e de Division II, Groupe A
- 2009 - 4e de Division II, Groupe B
- 2010 - 4e de Division II, Groupe B
- 2011 - 5e de Division II, Groupe B
- 2012 - 3e de Division IIB
- 2013 - 6e de Division IIB
- 2014 - 1er de Division III
- 2015 - 4e de Division IIB
- 2016 - 6e de Division IIB
- 2017 - (2e de Division III
- 2018 - 2e de Division III
- 2019 - 1re de Division III
- 2020 - Annulé en raison du coronavirus
- 2021 - Annulé en raison du coronavirus
- 2022 - 4e de Division IIB

Note :  Promue ;  Reléguée

## Classement mondial

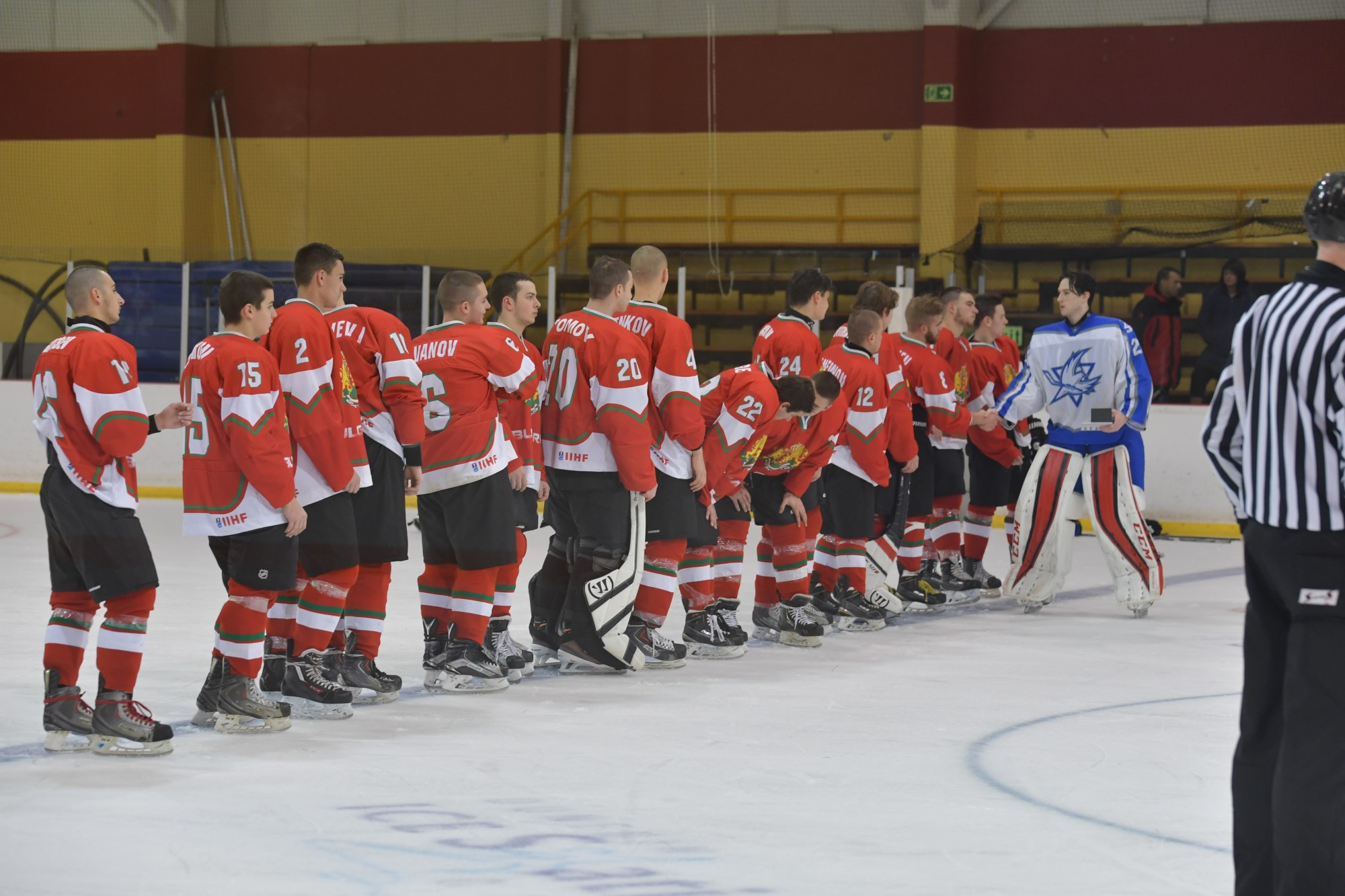
L'équipe des U20 contre l'Israël en 2017.

| Année     | Rang | Points | Progression |
| --------- | ---- | ------ | ----------- |
| 2003      | 30   | 1 550  | -           |
| 2004      | 32   | 1 375  | -2          |
| 2005      | 33   | 1 235  | -1          |
| Fév. 2006 | 30   | 1 655  | +3          |
| Mai 2006  | 30   | 1 715  | ±0          |
| 2007      | 31   | 1 500  | -1          |
| 2008      | 32   | 1 305  | -1          |
| 2009      | 35   | 1 160  | -3          |
| Fév. 2010 | 31   | 1 540  | +4          |
| Mai 2010  | 31   | 1 560  | ±0          |

| Année     | Rang | Points | Progression |
| --------- | ---- | ------ | ----------- |
| 2011      | 32   | 1 405  | -1          |
| 2012      | 33   | 1 270  | -1          |
| 2013      | 37   | 1 070  | -4          |
| Fév. 2014 | 39   | 940    | -2          |
| Mai 2014  | 39   | 870    | ±0          |
| 2015      | 39   | 890    | ±0          |
| 2016      | 39   | 870    | -1          |
| 2017      | 40   | 825    | -1          |
| Fev. 2018 | 37   | 1 245  | +3          |
| Mai 2018  | 38   | 1 210  | -1          |
| 2019      | 38   | 1 095  | ±0          |

## Entraîneurs
| Période     | Nom des entraîneurs | Nationalité       |
| ----------- | ------------------- | ----------------- |
| 2000-2002   | Nikolai Iankov,     | Bulgarie          |
| 2003-2005   | Georgi Milanov,     | Bulgarie          |
| 2006-2007   | Kiril Hodulov       | Bulgarie          |
| 2008-2012   | Georgi Milanov      | Bulgarie          |
| Oct. 2008   | Atanas Dimitrov     | Bulgarie          |
| 2013        | Atanas Dimitrov     | Bulgarie          |
| 2014-2015   | Kiril Hodulov       | Bulgarie          |
| 2015-2017   | Daniel Cuomo        | Pays-Bas / Canada |
| Depuis 2017 | Robert Kalaber      | Slovaquie         |

## Équipe junior moins de 20 ans

### Championnats d'Europe junior
- 1968 - Non qualifié
- 1969 - Ne participe pas
- 1970 - Forfait
- 1971 - 5e du Groupe B
- 1972 - Ne participe pas
- 1973 - 9e du Groupe B
- 1974 - 3e du Groupe B
- 1975 - 2e du Groupe B
- 1976 - Forfait
- 1977 - Ne participe pas
- 1978 - 2e du Groupe C
- 1979 - 1er du Groupe C
- 1980 - 3e du Groupe B
- 1981 - 7e du Groupe B
- 1982 - 6e du Groupe B
- 1983 - 7e du Groupe B
- 1984 - 6e du Groupe B
- 1985 - 3e du Groupe B
- 1986 - 4e du Groupe B
- 1987 - Disqualifié du Groupe B
- 1988 - 1er du Groupe C
- 1989 - 8e du Groupe B
- 1990 - 4e du Groupe C
- 1991 - 2e du Groupe C
- 1992 - 3e du Groupe C
- 1993 - 9e du Groupe C
- 1994 - 10e du Groupe C
- 1995 - 5e du Groupe C2
- 1996 - 4e du Groupe D
- 1997 - 3e du Groupe D
- 1998 - 5e du Groupe D

### Championnats du monde junior
- 1977-1982 - Ne participe pas
- 1983 - 2e du Groupe C
- 1984 - 2e du Groupe C
- 1985 - 1er du Groupe C
- 1986 - 8e du Groupe B
- 1987 - 4e du Groupe C
- 1988 - 3e du Groupe  C
- 1989 - 5e du Groupe C
- 1990 - 4e du Groupe C
- 1991 - 6e du Groupe C
- 1992 - 7e du Groupe C
- 1993 - 4e du Groupe C
- 1994 - 8e du Groupe C
- 1995 - Ne participe pas
- 1996 - 5e du Groupe D
- 1997 - 6e du Groupe D
- 1998 - 6e du Groupe D
- 1999 - 7e du Groupe D
- 2000 - 8e du Groupe D
- 2001 - 5e de Division III
- 2002 - 8e de Division III
- 2003 - 6e de Division II, Groupe A
- 2004 - 5e de Division III
- 2005 - 6e de Division III
- 2006 - 4e de Division III
- 2007 - 6e de Division III
- 2008 - 7e de Division III
- 2009 - Division III annulée'
- 2010 - 7e de Division III
- 2011 - 6e de Division III
- 2012 - 3e de Division III
- 2013 - 2e de Division III
- 2014 - 6e de Division III
- 2015 - Forfait
- 2016 - 2e de Division III
- 2017 - 6e de Division III
- 2018 - 3e de Division III
- 2019 - 4e de Division III
- 2020 - 5e de Division III
- 2021 - Annulé en raison du coronavirus
- 2022 - Forfait
- 2023 - 3e de Division III

## Équipe des moins de 18 ans

### Championnats du monde moins de 18 ans
- 1999 - 6e de Division II Europe
- 2000 - 6e de Division II Europe
- 2001 - 6e de Division III
- 2002 - 7e de Division III
- 2003 - 6e de Division II, Groupe A
- 2004 - 4e de Division III
- 2005 - 6e de Division III
- 2006 - 5e de Division III
- 2007 - Non qualifié
- 2008 - 4e de Division III, Groupe B
- 2009 - 4e de Division III, Groupe B
- 2010 - 4e de Division III, Groupe A
- 2011 - 2e de Division III, Groupe A
- 2012 - 4e de Division III
- 2013 - 4e de Division III
- 2014 - 4e de Division IIIA
- 2015 - 3e de Division IIIA
- 2016 - 3e de Division IIIA
- 2017 - 4e de Division IIIA
- 2018 - 3e de Division IIIA
- 2019 - 1er de Division IIIA
- 2020 - Annulé en raison du coronavirus
- 2021 - Annulé en raison du coronavirus
- 2022 - 4e de Division IIB
- 2023 -